# Coryllis des Moluques
Loriculus amabilis
Espèce
Statut de conservation UICN

 LC  : Préoccupation mineure
Statut CITES
Le Coryllis des Moluques ou Loricule des Moluques (Loriculus amabilis) est une espèce d'oiseaux de la famille des Psittacidae endémique de l'Indonésie.

## Sous-espèces
Cette espèce comprend trois sous-espèces :
- Loriculus amabilis amabilis Wallace, des îles Halmahera et Batjan, aux Moluques.
- Loricule de Sclater (Loriculus amabilis sclateri Wallace, 1863), endémique des îles Sula. Cette sous-espèce est parfois considérée comme une espèce à part entière, sous le nom de Loriculus sclateri.
- Loriculus amabilis ruber Meyer et Wiglesworth, des îles Peling et Banggai, au Sulawesi.

Le coryllis ou loricule des Sangi, considéré autrefois comme une sous-espèce, est maintenant tenu pour une espèce à part entière (Loriculus catamene Schlegel, 1871).